# Żuraw białoszyi
Żuraw białoszyi (Antigone vipio) – gatunek dużego ptaka z rodziny żurawi (Gruidae), zamieszkującego wschodnią Azję. Jest narażony na wyginięcie. Nie wyróżnia się podgatunków.
MorfologiaPtak ten ma długość ciała 120–153 cm, rozpiętość skrzydeł 160–210 cm i masę 4,75–6,5 kg.
Ma różowe nogi i szaro-białe upierzenie ciała, poza upierzeniem w okolicy oczu, które jest czerwone.
Zasięg występowaniaŻuraw białoszyi gniazduje w północno-wschodniej Mongolii, północno-wschodnich Chinach i na obszarze południowo-wschodniej Rosji, gdzie działa program Khinganski Nature Reserve. Różne grupy tych ptaków migrują na zimę do południowej Japonii (Kiusiu), w pobliże rzeki Jangcy oraz granicy między Koreą Północną i Koreą Południową. Niekiedy docierają także do Kazachstanu i Tajwanu.
LęgiBuduje z wysuszonych traw i turzyc wielkie gniazdo. Składa do niego zazwyczaj dwa jaja o długości 8,5 cm. Oboje rodzice wysiadują je przez 28–32 dni.
PożywienieŹródłem pożywienia dla tego ptaka są głównie: owady, nasiona, korzenie, rośliny i małe zwierzęta.
StatusMiędzynarodowa Unia Ochrony Przyrody (IUCN) klasyfikuje żurawia białoszyjego jako gatunek narażony na wyginięcie (VU – Vulnerable) nieprzerwanie od 1988 roku. Globalny trend liczebności populacji uznawany jest za spadkowy. Zagrożeniem dla tego gatunku jest przede wszystkim postępująca utrata podmokłych siedlisk wskutek ekspansji rolnictwa i wzrostu zapotrzebowania człowieka na wodę. Na świecie pozostało tylko od 6250 do 6750 dzikich osobników żurawia białoszyjego.